# Bolchaïa Kondratovskaïa
Bolchaïa Kondratovskaïa (en russe : Большая  Кондратовская) est un hameau russe situé dans le raïon de Kargopol dans le sud-ouest de l'oblast d'Arkhangelsk. Il fait partie du Nord russe, et sa population s'élevait à 18 habitants en 2012. Le lac Latcha se situe à proximité du village.

## Géographie
Bolchaïa Kondratovskaïa est située dans le coin sud-ouest de l'oblast d'Arkhangelsk, un sujet de Russie européenne qui fait partie du district fédéral du Nord-Ouest. La localité se trouve dans le centre-sud du raïon de Kargopol, un des vingt-deux raïons de l'oblast. Le hameau se trouve à environ 14 kilomètres au nord-ouest du chef-lieu du raïon, la ville de Kargopol. Bolchaïa Kondratovskaïa, comme tout l'oblast d'Arkhangelsk, est situé dans le fuseau horaire MSK (heure de Moscou). Le décalage horaire appliqué par rapport au temps universel coordonné est +03:00.
Le lac Latcha se situe à l'ouest du village. Jusqu'à la dissolution des municipalités du raïon en 2020, le hameau faisait partie de la municipalité « Pavlovskoïe ».

## Démographie
Recensements (*) ou estimations de la population,,:
En 2002, la population était à 100 % composée de Russes.
|       | \| 2002* \| 2010* \| 2012 \| - \| \| ----- \| ----- \| ---- \| - \| \| 25 \| 16 \| 18 \| - \| |      |   |
| 2002* | 2010*                                                                                         | 2012 | - |
| 25    | 16                                                                                            | 18   | - |

## Culture locale et patrimoine
L'église du Prophète Élie, classé en tant qu'objet patrimonial culturel de Russie d'importance régionale, se situe dans le village. Elle a été construite au XIXe siècle, et a été restaurée en 2011.

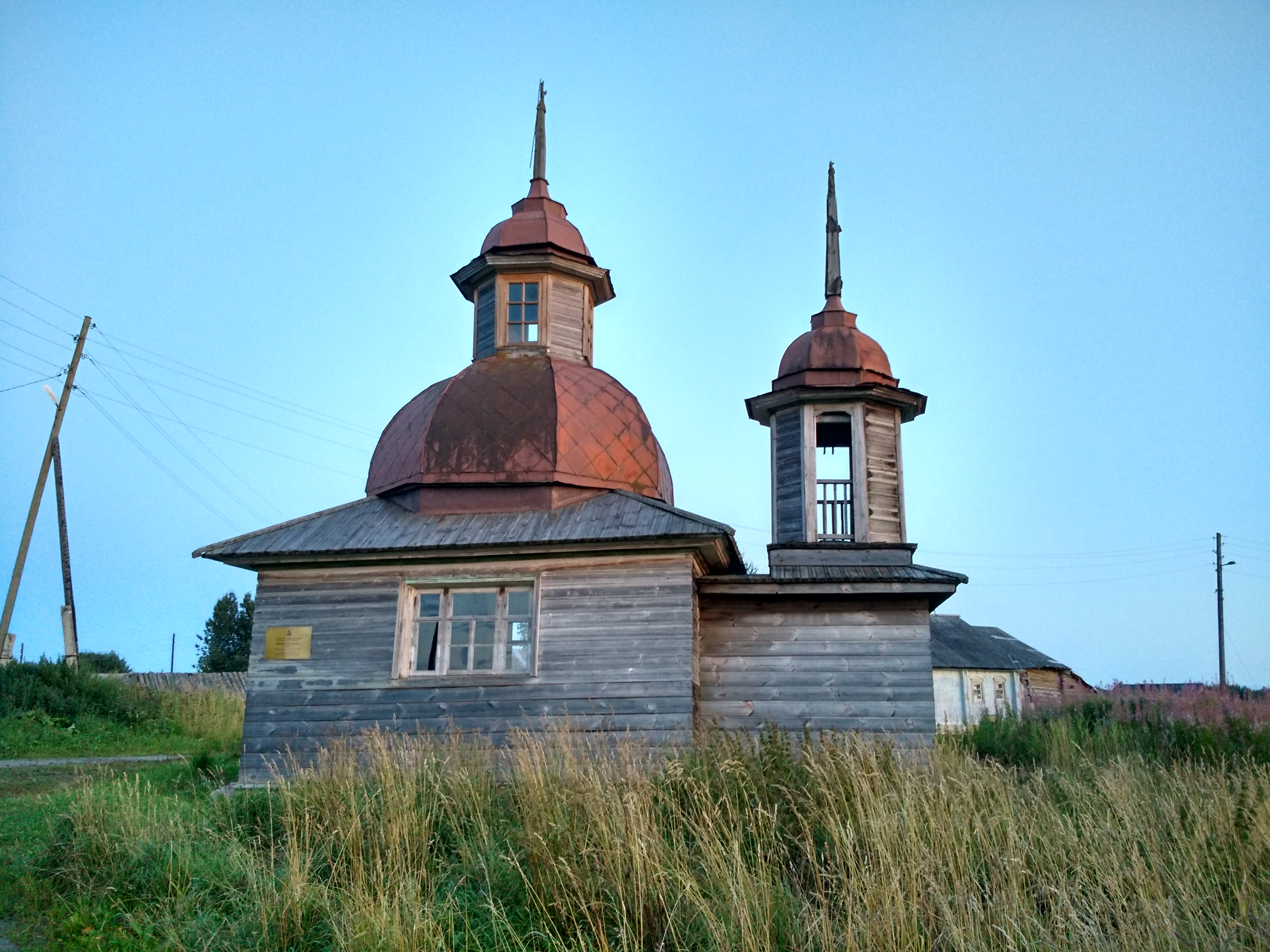
L'église.